# Camiña
Camiña este o comună din provincia Tamarugal, regiunea Tarapacá, Chile, cu o populație de 1.156 locuitori (2012) și o suprafață de 2200,2 km2.